# Сейшельский университет
Сейшельский университет или университет Сейшел (сейш. Liniversite Sesel, англ. University of Seychelles, UniSey) — первый ВУЗ Сейшельских Островов.
Предлагает совместные программы с Университетом Лондона.

## История
Университет был создан 17 сентября 2009 года. Его первым вице-канцлером стал Рольф Пайет, впоследствии министр энергетики и охраны окружающей среды Сейшельских Островов.

## Структура
Университет включает в себя следующие подразделения:
- Факультет бизнеса и устойчивого развития
- Факультет искусств и общественного развития
- Факультет предпринимательства и профессионального развития

## Кампусы
Кампусы располагаются на острове Маэ:
- главный — округ Анс-Руаяль;
- педагогических, коммуникационных и технологических наук — округ Мон-Флери;
- деловых наук — Ма-Джойе.